# 1326
Cette page concerne l'année 1326  du calendrier julien.
L'année 1326 est une année commune qui commence un mercredi.

## Événements
- 6 avril : profitant de la guerre civile dans l'Empire byzantin, Orhan occupe Brousse et en fait sa capitale. Son père Osman Ier meurt peu après et Orhan lui succède comme sultan ottoman (fin de règne en 1359)[1]. Son frère Ala-ed-Din (mort en 1333) devient son vizir[2]. Ils jettent les bases de l’administration et sont les véritables fondateurs de l’empire.

- Mort de Kebek, khan de Djaghataï. Ses frères Eldjigidei et Douwa-Timur lui succèdent. Leur règne commun ne dure que quelques mois, et après leur mort, le troisième frère de Kebek, Tarmachirin, monte sur le trône (fin en 1333)[3].

### Europe
- 13 janvier : Charles de Calabre, fils de Robert d'Anjou, est élu seigneur de Florence[4].
- 28 février : Albert le Sage devient duc d’Autriche et de Styrie[5].
- Avril : traité de Corbeil entre la France et l'Écosse.
- 3 juin : traité de Novgorod entre la Norvège et la république de Novgorod pour la délimitation des frontières en Finlande[6]. Un armistice est signé pour 40 ans.
- 7 juin : le roi Christophe II de Danemark est destitué par le conseil du royaume (Rigsråd) à Viborg et remplacé par Valdemar III le Jeune (fin de règne en 1330)[7]. Gérard III le Grand, comte de Holstein, gouverne de facto et enlève le Schleswig aux Danois.
- 30 juillet : Charles de Calabre entre dans Florence et y exerce sa dictature jusqu'en 1327[8].
- 30 août[9] : le seigneur de Lucques Castruccio Castracani est excommunié.
- 24 septembre[10] : la reine Isabelle de France, chargée d’une ambassade en France, revient en Angleterre avec son amant Roger Mortimer. Ils lèvent des troupes et forcent le roi Édouard II d'Angleterre à abdiquer (1327).
- 26 septembre[11] : l’archevêque de Cologne intente un procès en inquisition contre le théologien dominicain Jean Eckhart, maître du mouvement mystique rhénan (fin en 1329)[12].
- 27 octobre : exécution d'Hugues le Despenser l’Ancien[13].
- 16 novembre[14] : Édouard II d'Angleterre est fait prisonnier.
- 24 novembre : Isabelle et Roger Mortimer font exécuter le favori Hugues le Despenser le Jeune[15].